# Голубков, Иван Юрьевич
Иван Юрьевич Голубков (род. 4 декабря 1995 года, Инта, Республика Коми, Россия) — российский спортсмен лыжник-биатлонист, 9-кратный обладатель Кубка мира (2014/22), 6-кратный чемпион Мира (2022) среди спортсменов с поражением опорно-двигательного аппарата (спорт лиц с ПОДА), многократный победитель и призёр чемпионатов России (2012/22), чемпион Зимних Игр Паралимпийцев (2022). Заслуженный мастер спорта России.

## Биография
Иван Голубков родился в городе Инта, Республика Коми, с врождённой патологией нижних конечностей. До 5 лет находился в Доме ребёнка, а затем в Кочпонский психоневрологическом интернате в городе Сыктывкар. Был очень физически крепким и активным ребёнком. Лыжными гонками стал заниматься на примере Марии Иовлевой, которая росла с ним в одном детском доме. В лыжные гонки его привёл, Александр Поршнев — первый тренер. Он предложил Ивану заниматься в секции по лыжным гонкам на специальных санях-бобах. Личным тренером является — Громова Ирина Александровна.
В 2010 году пришёл первый успех к будущему паралимпийцу, Иван стал призёром Первенства России.
В марте 2012 года в 16-летнем возрасте на Чемпионате России, который проводился на тестовых трассах в Сочи, завоевал бронзовую медаль в спринтерской гонке, обойдя многих именитых паралимпийцев.
По результатам выступления во всероссийских соревнованиях в 18-летнем возрасте ему присвоено высокое спортивное звание — «Мастер спорта России».
По итогам 2014 года он вошёл в десятку лучших спортсменов-инвалидов Республики Коми.
В сезоне 2015—2016 Иван Голубков стал победителем общего зачёта Кубка Мира и обладателем хрустального глобуса.
В 2018 году завоевал право выступить на зимних Паралимпийских играх в Пхёнчхане, но не смог принять участие в соревнованиях из-за приостановления членства Паралимпийского комитета России в Международном паралимпийском комитете.
В 2019 году приказом Министерства спорта Российской Федерации № 147 присвоено спортивное звание «Мастер спорта России международного класса».
В 2022 году приказом Министерства спорта Российской Федерации № 145 присвоено почётное спортивного звания «Заслуженный мастер спорта России».

## Награды и звания
- Лауреат премии Почётной книги «Горячее сердце» — история паралимпийца вошла в Почётную книгу «Горячее сердце 2016»[7].
- Благодарность «за вклад в развитие физической культуры и спорта» от президента России В.В. Путина[8].
- Заслуженный мастер спорта России.

## Результаты на крупнейших соревнованиях
- место — Зимние Игры Паралимпийцев «Мы вместе. Спорт» (спринтерская гонка на 6 км в классе LW10-12)[9]

### Чемпионаты мира по лыжным видам спорта
2022 Чемпионат мира по спорту лиц с поражением ОДА. (лыжные гонки, биатлон):
- место — Men Middle C,Sitting
- место — Men Sprint, Sitting
- место — Men Middle, Sitting
- место — Men Long F, Sitting
- место — MEN SPRINT C, SITTING
- место — OPEN RELAY 10.0 KM

### Результаты Кубка мира
2014 Этап Кубка мира по спорту лиц с поражением ОДА. (лыжные гонки, биатлон):
- место — 10 км (лыжные гонки)
- место — 7,5 км (биатлон)

 2015 I этап Кубка Мира по лыжным гонкам и биатлону среди лиц с ПОДа. (лыжные гонки, биатлон):
- место — 5 км (лыжные гонки)
- место — 15 км (лыжные гонки)
- место — спринт (лыжные гонки)
- место — 7,5 км, спринт (биатлон)

 2016 Этап Кубка мира по спорту лиц с поражением ОДА (лыжные гонки, биатлон):
- место — 1 км, спринт (лыжные гонки)
- место — 7,5 км (лыжные гонки)
- место — 7,5 км, спринт (биатлон)

 2017 Этап Кубка мира по спорту лиц с поражением ОДА (лыжные гонки, биатлон):
- место — 7,5 км (лыжные гонки)
- место — 15 км (лыжные гонки)
- место — 15 км, индивидуальная гонка (биатлон)
- место — 7,5 км, спринт (биатлон)
- место — 12,5 км, гонка преследования (биатлон)

 2018 Этап Кубка мира по спорту лиц с поражением ОДА (лыжные гонки, биатлон):
- место — 0,8 км, спринт (лыжные гонки)
- место — 7,5 км (лыжные гонки)
- место — 15 км (лыжные гонки)
- место — 12,5 км, индивидуальная гонка (биатлон)
- место — 2,5 км, спринт (биатлон)

 2018 Этап Кубка мира по спорту лиц с поражением ОДА (лыжные гонки, биатлон):
- место — 7,5 км (лыжные гонки)
- место — 15 км (лыжные гонки)
- место — 15 км, индивидуальная гонка (биатлон)
- место — 2,5 км, спринт (биатлон)

 2019 Этап Кубка мира по спорту лиц с поражением ОДА (лыжные гонки, биатлон):
- место — 5 км (биатлон)
- место — 7,5 км (биатлон)
- место — 10 км (лыжные гонки)
- место — 4х2,5 км, эстафета (лыжные гонки)
- место — спринт (лыжные гонки)

 2020 Этап Кубка мира по спорту лиц с поражением ОДА (лыжные гонки, биатлон):
- место — 5 км (лыжные гонки)
- место — 0,6 км, спринт (лыжные гонки)
- место — 4,1 км, спринт (первая гонка) (биатлон)
- место — 4,1 км, спринт (вторая гонка) (биатлон)

 2020 Этап Кубка мира по спорту лиц с поражением ОДА (лыжные гонки, биатлон):
- место — 0,9 км, спринт (лыжные гонки)
- место — 5 км (лыжные гонки)
- место — 10 км (лыжные гонки)
- место — 12,5 км, индивидуальная гонка (биатлон)
- место — 7,5 км, спринт (биатлон)
- место — 6 км, спринт (биатлон)

 2021 Этап Кубка мира по спорту лиц с поражением ОДА (лыжные гонки, биатлон):
- место — 1 км, спринт (лыжные гонки)
- место — 10 км (лыжные гонки)
- место — 6 км (биатлон)
- место — 10 км (биатлон)
- место — 12,5 км (биатлон)
- место — 5 км (лыжные гонки)

 2021 Этап Кубка мира по спорту лиц с поражением ОДА (лыжные гонки, биатлон):
- место — 1 км, спринт (лыжные гонки)
- место — 5 км (лыжные гонки)
- место — 10 км (лыжные гонки)
- место — 6 км (биатлон)
- место — 12,5 км (биатлон)
- место — 18 км (лыжные гонки)

 2022 Кубок мира по спорту лиц с поражением ОДА (лыжные гонки, биатлон):
- место — Men Middle C,Sitting
- место — Men Sprint,Sitting

### Чемпионаты России
2013 Чемпионат России по спорту лиц с поражением ОДА (лыжные гонки, биатлон). г. Сочи:
- место — 2,5 км (лыжные гонки)
- место — спринт (лыжные гонки)

2015 Чемпионат и Первенство России с поражением ОДА (лыжные гонки, биатлон), г. Пересвет, Московская область:
- место — 5 км (лыжные гонки)
- место — 10 км (лыжные гонки)
- место — 12,5 км (биатлон)

2016 Чемпионат России по спорту лиц с поражением ОДА (лыжные гонки, биатлон). г. Пересвет, Московская область:
- место — 5 км (лыжные гонки)
- место — 7,5 км (лыжные гонки)
- место — спринт (лыжные гонки)
- место — спринт (биатлон)
- место — эстафета

2017 Чемпионат России по спорту лиц с поражением ОДА (лыжные гонки, биатлон). г. Пересвет, Московская область:
- место — 5 км (лыжные гонки)
- место — 10 км (лыжные гонки)
- место — 0,6 км, спринт (лыжные гонки)
- место — 7,5 км, спринт (биатлон)
- место — 12,5 км, индивидуальная гонка (биатлон)
- место — 2,7 км, гонка преследования (биатлон)
- место — 4х2,5 км, эстафета

2018 Чемпионат России по спорту лиц с поражением ОДА (лыжные гонки, биатлон). г. Пересвет, Московская область:
- место — 15 км (лыжные гонки)
- место — спринт (лыжные гонки)
- место — 7,5 км (биатлон)
- место — 12,5 км (биатлон)
- место — 15 км (биатлон)

2019 Чемпионат России по спорту лиц с поражением ОДА (лыжные гонки, биатлон). г. Пересвет, Московская область:
- место — 15 км (биатлон)
- место — 7,5 км (биатлон)
- место — 10 км (лыжные гонки)
- место — 7,5 км (лыжные гонки)
- место — спринт (лыжные гонки

2020 Чемпионат России по спорту лиц с поражением ОДА (лыжные гонки, биатлон). г. Пересвет, Московская область:
- место — 12,5 км, индивидуальная гонка (биатлон)
- место — спринт (биатлон)
- место — 7,5 км (лыжные гонки)
- место — спринт (лыжные гонки)

2021 Чемпионат России по спорту лиц с поражением ОДА (лыжные гонки, биатлон) г. Пересвет, Московская область:
- место — 10 км, кл. стиль (лыжные гонки)
- место — 1,2 км, кл. стиль, спринт (лыжные гонки)
- место — 12,5 км (биатлон)